# Hygrotus parallellogrammus
Hygrotus parallellogrammus es una especie de escarabajo del género Hygrotus, familia Dytiscidae. Fue descrita científicamente por Ahrens en 1812.

## Distribución geográfica
Habita en Europa, el norte de Asia (excluyendo China) y Asia meridional.